# Liste der Länder am Golf von Bengalen
Länder am Golf von Bengalen sind Küsten- und Binnenländer, deren maritime Nutzung vom Golf von Bengalen abhängt. Historisch war der Golf von Bengalen eine „Autobahn“ des Transports, des Handels und des kulturellen Austauschs zwischen verschiedenen Völkern in Südasien und Südostasien. Heute konvergieren hier zwei große geopolitische Blöcke – die Vereinigung Südostasiatischer Nationen (ASEAN) und die Südasiatische Vereinigung für regionale Kooperation (SAARC). Die Bay-of-Bengal-Initiative für sektorübergreifende technische und wirtschaftliche Zusammenarbeit (BIMSTEC) fördert das regionale Engagement.

## Küstenländer
- Bangladesch Die Republik Bangladesch ist das achtbevölkerungsreichste Land der Welt. Es befindet sich an der nördlichen Spitze vom Golf von Bengalen und bildet den größten und östlichsten Teil der historischen Namensgeberregion dem Golf von Bengalen. Es ist stark abhängig von dem Golf für Nahrungsquellen (Fisch), Schifffahrt, Energie und Beschäftigung. Der bangladeschische Hafen von Chittagong ist einer der geschäftigsten Häfen am Golf. Die bangladeschische Hauptstadt Dhaka beherbergt den Hauptsitz von BIMSTEC.[4][5]
- Indien Die indischen Bundesstaaten Westbengalen, Orissa, Andhra Pradesh und Tamil Nadu haben Küsten an dem Golf von Bengalen. Indiens östliches Militärkommando hat seinen Sitz in der Hafenstadt Kolkata, der Hauptstadt des ehemaligen Britisch-Indien. Zwei der geschäftigsten Häfen Indiens, Chennai und Visakhapatnam, befinden sich ebenfalls in dem Golf. Neben der Küste des indischen Festlandes befindet sich in dem Golf das Gebiet der indischen Union der Andamanen- und Nikobareninseln. Die Inseln sind weitgehend als Basis für das indische Militär reserviert.[6]
- Indonesien Die Nordspitze der indonesischen Insel Sumatra, einschließlich der Provinz Aceh, bildet die südöstliche Grenze des Golfs von Bengalen.
- Myanmar Früher als Burma bekannt, liegt Myanmars gesamte Küste an dem Golf von Bengalen. Die größte Stadt und Handelshauptstadt Yangon befindet sich im Küsten-Irrawaddy-Delta an dem Golf. Der Rakhine-Staat in Myanmar bildet einen großen Teil der Küste des Landes. Die Provinzhauptstadt des Bundesstaates Rakhine ist die Hafenstadt Sittwe.
- Sri Lanka Sri Lanka bildet die südwestliche Grenze von dem Golf. Die Küste umfasst die östlichen, nördlichen und südlichen Provinzen Sri Lankas. Die sri-lankischen Häfen Jaffna, Trincomalee und Hambantota liegen direkt an dem Golf. Der Hafen von Colombo im Westen Sri Lankas ist auf den Umschlagverkehr auf den Golf angewiesen.[7]
- Thailand Als Peripherieland ist Thailands Westküste durch die Andamanensee, ein Randmeer des Indischen Ozeans, mit dem Golf von Bengalen verbunden.[7]

## Binnenländer und Regionen
- Bhutan Das Himalaya-Königreich Bhutan ist abhängig von dem Golf von Bengalen als einzigem Zugangsweg zur See. Bhutan nutzt derzeit indische und bangladeschische Seehäfen für den Seehandel. Bhutan ist vom indischen Hafen Kolkata abhängig.
- Volksrepublik China Die Küste am Golf von Bengalen mit Myanmar wurde als Chinas „zweite Küste“ bezeichnet. Die chinesisch-myanmarischen Pipelines transportieren Öl und Erdgas vom Tiefwasserhafen Kyaukpyu in die Provinz Yunnan. Die Autonome Region Tibet ist auch Teil des Binnenhinterlandes dem Golf von Bengalen.[8]
- Indien Nordostindiens einzige Seepassage hängt vom Golf von Bengalen ab. Der Kolkata Port in Westbengalen, Indien, bedient diese Region. Zu den Binnenstaaten gehören Assam, Mizoram, Tripura, Meghalaya, Manipur, Nagaland und Arunachal Pradesh.[9]
- Nepal Die Binnenrepublik Nepal ist Teil des weiteren Hinterlandes vom Golf von Bengalen. Nepal hat Transitabkommen mit Indien und Bangladesch über die Nutzung von Seehäfen.

## Andere abhängige Länder
- Malediven Obwohl die Malediven nicht an dem Golf von Bengalen liegen, hängt ihre Fischereiindustrie vom Golf ab. Die Fischerei ist einer der Hauptbeschäftigungssektoren auf den Malediven.
- Malaysia Die malaysische Halbinsel Malaysia in der Nähe des Golf von Bengalen hängt mit dem Fischerei- und internationalen Handelssektor hängt wirtschaftlich vom Golf von Bengalen ab.
- Singapur Singapurs Wirtschaft ist in hohem Maße auf den Containerverkehr aus den Küstenbuchten von Bengalen angewiesen, die den Hafen von Singapur für den Umschlag nutzen.